# Hemiboea cavaleriei
Hemiboea cavaleriei är en tvåhjärtbladig växtart som beskrevs av Augustin Abel Hector Léveillé. Hemiboea cavaleriei ingår i släktet Hemiboea och familjen Gesneriaceae.

## Underarter
Arten delas in i följande underarter:
- H. c. cavaleriei
- H. c. paucinervis